# Eremitério de Quetuse
Eremitério de Quetuse (em armênio: Կտուց Անապատ; romaniz.: Ktucʼ Anapat) é um mosteiro armênio localizado fora das fronteiras da Armênia, na Turquia (província de Vã, antigamente Vaspuracânia), na ilha de Quetuse, perto da costa leste do lago de Vã. O edifício tem origem incerta, embora sua existência tenha sido registrada no século XV (devido principalmente ao seu scriptorium) e tenha sido reconstruído no século XVIII. Mais tarde, serviu como refúgio durante os massacres hamidianos de 1894-1896, antes de ser abandonado após o genocídio armênio de 1915-1916. Hoje, apenas a igreja de São João, o Precursor (Surb Karapet) e o gavite (gavit) permanecem. Pode ser visitado alugando um barco na cidade de Vã, na Turquia.

## Localização
O mosteiro está situado numa das quatro (anteriormente sete) ilhas no lago de Vã: a ilha de Quetuse ("pico", moderno Charpanaque) perto da costa leste do lago, 1,5 quilômetro (9 milhas) de um promontório. A ilha agora faz parte da província de Vã (região da Anatólia Oriental) no leste da Turquia, 25 quilômetros (16 milhas) a noroeste da cidade de Vã; no entanto, historicamente o complexo estava localizado no distrito (gavar) de Arberânia, na província de Vaspuracânia, uma das quinze províncias históricas do Reino da Armênia de acordo com a Geografia de Ananias de Siracena (século VII).

## História
Segundo a tradição, o mosteiro foi fundado no século IV por São Gregório, o Iluminador, em seu retorno de Roma.  Diz-se que colocou ali uma relíquia de São João Batista, um braço, para o qual foi feito mais tarde um relicário, hoje preservado no Patriarcado Armênio de Jerusalém. O mosteiro, no entanto, só foi atestado no século XV, período em que se destaca seu scriptorium, do qual alguns manuscritos raros estão hoje preservados no Matenadaran, em Erevã. Provavelmente foi destruído durante o terremoto de 1648, antes de ser reconstruído no século XVIII com financiamento dos habitantes da cidade de Balalexe (hoje Bitlisse).
Tornou-se então uma das duas sedes da diocese de Lim e Quetuse e serviu como eremitério, mas também como local de férias. Durante os massacres hamidianos de 1894-1896, abrigou um grande número de refugiados; a situação não se repetiu durante o genocídio armênio de 1915-1916, com policiais guardando o acesso à ilha. O mosteiro foi abandonado desde então, restando apenas a igreja e seu gavite. Não é facilmente acessível por barco alugado da Vã. No entanto, o vice-governador da província de Vã anunciou em fevereiro de 2010 uma nova restauração do mosteiro.

## Edifícios

### Igreja de São João, o Precursor

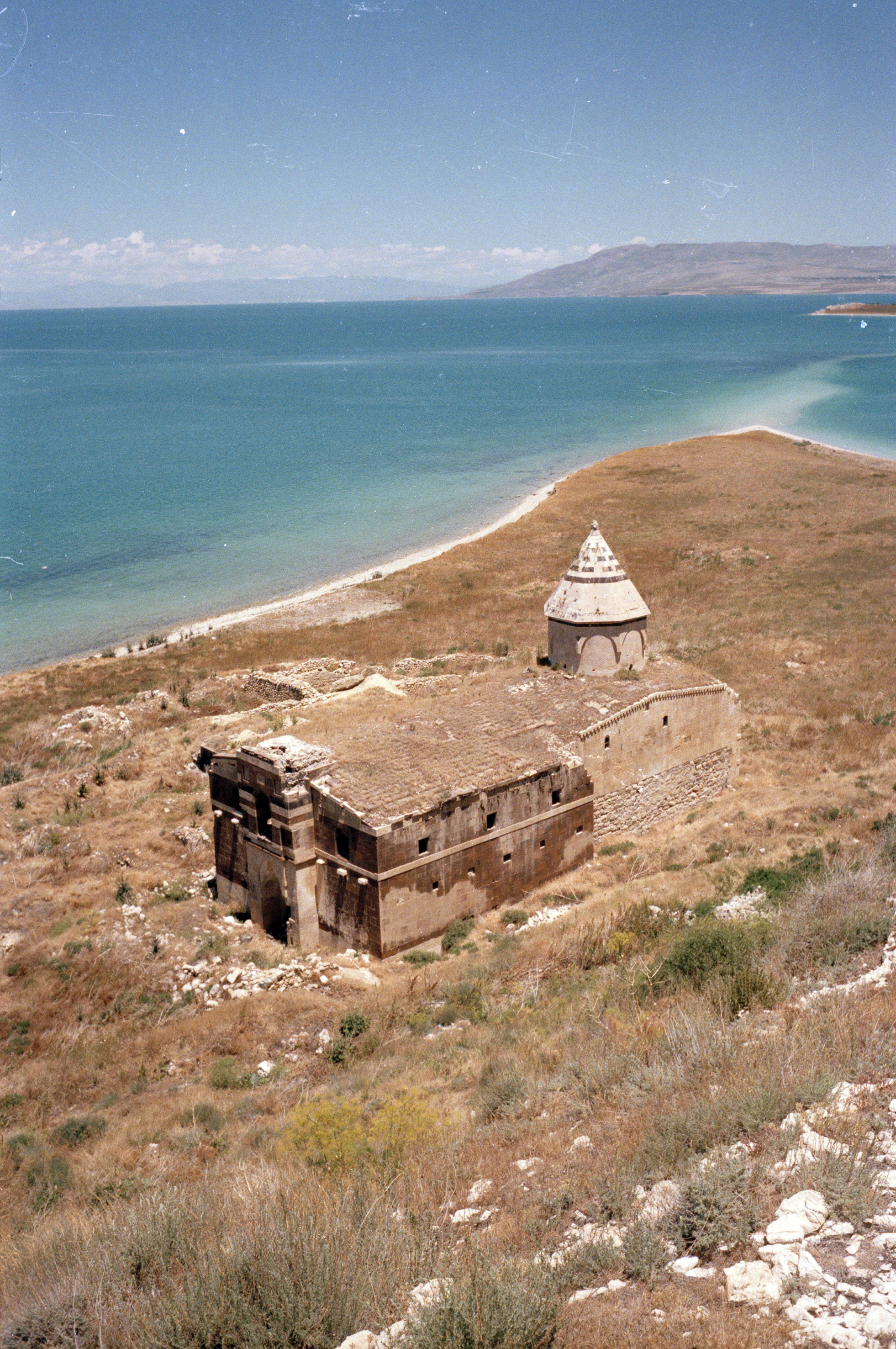
Vista do sudoeste (gavite à esquerda, São João, o Precursor à direita)

Construído em 1712-1713, São João, o Precursor (Surb Karapet), também chamado de São João (Surb Hovhannes), é obra do arquiteto Coscabar. Esta cruz inscrita com dois suportes ocidentais livres, com abside pentagonal, é coberta por arcos ogivais que sustentam, por meio de pendículos, um tambor cilíndrico na sua parte inferior, mas octogonal na sua parte superior, encimado por uma cúpula piramidal; a parte ocidental é excepcionalmente coberta por nervuras que sustentam uma pequena cúpula com um erdique (tipo local de lanterna). O interior é decorado com nichos de conchas, enquanto o exterior se distingue pela fachada oriental, com duas faixas horizontais e uma faixa vertical circundando uma janela, três medalhões em cruz e duas fileiras de cachecares, e pelo portal ocidental em arco com estalactites e torções vermelhas e verdes.

### Gavite
A igreja é precedida a oeste por um gavite de tufo preto com quatro colunas e nove tetos sustentados por arcos ogivais, cujo interior já foi decorado com afrescos. É precedido a oeste por uma torre sineira com alpendre, cujo primeiro nível é constituído por um nicho de estalactites que emoldura o portal, e cujo segundo nível é ocupado por uma baía, e que era encimado por uma lanterna hoje desaparecida.

### Outras construções
O canto nordeste do gavite dava acesso a uma capela dos Santos Arcanjos e a uma biblioteca, ambas em ruínas. Finalmente, o mosteiro foi concluído com um cemitério e alojamentos, hoje destruídos.